# Matthias Simmen
Pour les articles homonymes, voir Simmen.
Matthias Simmen, né le 3 février 1972 à Altdorf est un biathlète suisse. Il prend part aux Jeux olympiques d'hiver de 2002, 2006 et 2010.

## Biographie
Il a démarré le biathlon au niveau international en 2001. Il participe ensuite aux Jeux olympiques d'hiver de 2002 ainsi qu'aux éditions 2006 et 2010, réalisant sa meilleure performance en 2006 avec une 23e place sur la poursuite.
En 2005, alors revenu dans les points après  trois ans de disette, il obtient son premier top dix individuel à Oberhof (neuvième). 
Troisième du sprint d'Hochfilzen en 2006, il est le premier suisse à monter sur un podium lors d'une épreuve de Coupe du monde. Ensuite, en 2007, il enregistre son meilleur résultat individuel en grand championnat avec le dixième rang aux Mondiaux d'Antersleva. En 2008, il est huitième du relais aux Mondiaux d'Östersund.
Il prend sa retraite sportive à l'issue de la saison 2010-2011.

## Palmarès

### Jeux olympiques
| Épreuve / Édition   | Individuel | Sprint | Poursuite | Départ en masse                  | Relais |
| Salt Lake City 2002 | 78e        | 67e    | -         | Épreuve inexistante à cette date | 18e    |
| Turin 2006          | 52e        | 43e    | 23e       | -                                | -      |
| Vancouver 2010      | 39e        | 26e    | 28e       | -                                | 9e     |

- - : pas de participation à l'épreuve.
- : épreuve inexistante lors de cette édition.

### Championnats du monde
| Épreuve / Édition                          | Individuel | Sprint | Poursuite | Départ en masse | Relais | Relais mixte                     |
| Mondiaux 2001 Pokljuka                     | DNF        | 82e    | —         | —               | 17e    | Épreuve inexistante à cette date |
| Mondiaux 2003 Khanty-Mansiïsk              | 72e        | 61e    | —         | —               | 15e    | Épreuve inexistante à cette date |
| Mondiaux 2004 Oberhof                      | 34e        | 65e    | —         | —               | 19e    | Épreuve inexistante à cette date |
| Mondiaux 2005 Hochfilzen / Khanty-Mansiïsk | 16e        | 23e    | 27e       | 30e             | 18e    | —                                |
| Mondiaux 2007 Anterselva                   | 30e        | 10e    | 24e       | 27e             | 16e    | —                                |
| Mondiaux 2008 Östersund                    | 26e        | 35e    | 48e       | —               | 18e    | —                                |
| Mondiaux 2009 Pyeongchang                  | 69e        | 71e    | —         | —               | 8e     | —                                |
| Mondiaux 2011 Khanty-Mansiïsk              | 63e        | 35e    | 51e       | —               | 17e    | —                                |

Légende :

 : épreuve inexistante à cette date

— : n'a pas participé à cette épreuve

DNF : abandon

### Coupe du monde
- Meilleur classement général : 29e en 2007.
- 1 podium individuel : 1 troisième place.

#### Différents classements en Coupe du monde
| Année     | Classement général final |
| 2001-2002 | 86e                      |
| 2004-2005 | 32e                      |
| 2005-2006 | 70e                      |
| 2006-2007 | 29e                      |
| 2007-2008 | 40e                      |
| 2008-2009 | 68e                      |
| 2009-2010 | 54e                      |
| 2010-2011 | 57e                      |

### Championnats du monde de biathlon d'été
- Médaille de bronze de la poursuite en 2008.